# Palaquium tjipetirense
Palaquium tjipetirense là một loài thực vật có hoa trong họ Hồng xiêm. Loài này được H.J.Lam mô tả khoa học đầu tiên năm 1925.